# Juan Fernández de Salinas y de la Cerda
Juan Fernández de Salinas y de la Cerda o bien Juan Fernández de Salinas de la Cerda y Oviedo (Manzanares de la Extremadura Castellana, Corona de España, 29 de agosto de 1613 – España, alrededor de 1679) fue un caballero de la Orden de Calatrava que fuera nombrado gobernador de Costa Rica desde 1650 hasta 1659. Al unirse en matrimonio con la nieta del cuarto adelantado costarricense Diego Vázquez de Coronado y Rodríguez del Padrón, este le cedió el título, que a la muerte de su esposa en 1720, por falta de descendientes, pasó a su sobrino segundo Diego Vázquez de Montiel, VI° adelantado de Costa Rica.

## Biografía
Juan Fernández de Salinas de la Cerda y Oviedo había nacido el 29 de agosto de 1613 en la ciudad de Manzanares ubicada en la Extremadura Castellana que formaba parte de la Corona española, siendo hijo de Juan Fernández de Salinas y de la Cerda (n. Manzanares, ca. 1583) y de Leonor de Oviedo y Pereira (n. ca. 1593).
Obtuvo el hábito de caballero de la Orden de Calatrava, Como militar sirvió en Flandes y Milán, y también en las campañas de Cataluña y de Portugal.
En recompensa el rey Felipe IV de España lo designó en la América española como gobernador de Costa Rica el 27 de abril de 1650 y tomó posesión de su cargo en diciembre de dicho año.
Contrajo nupcias en la ciudad de Cartago con María Núñez-Temiño y Vázquez de Coronado, cuyo abuelo Diego Vázquez de Coronado y Rodríguez del Padrón, IV adelantado de Costa Rica, le cedió su título en 1656, aunque documentalmente por escritura firmada el 1.º de marzo de 1660 en la ciudad costarricense de Aranjués. De este matrimonio no hubo hijos.
Durante su administración congregó a los indígenas borucas en el pueblo homónimo, trató de habilitar el puerto de Suerre en el mar Caribe y procuró sin éxito reiniciar la conquista de Talamanca. Su sucesor en el año 1659 como gobernador de Costa Rica fue Andrés Arias Maldonado y Velasco.
También fue gobernador interino en lo político y militar de la provincia de Nicaragua y fue encargado de levantar una fortaleza en el río San Juan, por lo que erigió en 1666 el castillo de San Carlos de Austria, pero su ubicación y la mala calidad de los materiales utilizados hicieron que se le siguiese un proceso en Guatemala, donde quedó preso en 1667. Posteriormente regresó a España.
El traspaso del título de adelantado de Costa Rica recién sería reconocido por el rey el 26 de julio de 1675,.
En diciembre de 1677, cuando se hallaba residiendo en Manzanares, se solicitó su opinión sobre los proyectos de fortificación de Costa Rica formulados por el gobernador Juan Francisco Sáenz Vázquez de Quintanilla, que estaban siendo examiandos por el Consejo de Indias. El adelantado envió al Consejo un informe fechado el 23 de febrero de 1678, que fue totalmente adverso a los planteamientos del gobernador. En marzo de 1679 solicitó ser considerado para el nombramiento de gobernador de La Habana. Posiblemente falleció poco después. Su viuda contrajo segundas nupcias con don Agustín Rodríguez de la Gala, con quien tampoco tuvo hijos.